# إد كودي (لاعب كرة قدم أمريكية)
إد كودي (بالإنجليزية: Ed Coady)‏ هو لاعب كرة قدم أمريكية أمريكي، ولد في 29 مايو 1867 في بانا في الولايات المتحدة، وتوفي في 5 أبريل 1890 في ساوث بند في الولايات المتحدة.